# 実況パワフルプロ野球NEXT
『実況パワフルプロ野球NEXT』（じっきょうパワフルプロやきゅうネクスト）は、2009年3月19日にコナミデジタルエンタテインメントから発売されたWii用野球ゲームである。Wii最後のNPBパワプロシリーズ作品。

## 概要
タイトルロゴが変更され、ペナントや育成モード、試合画面なども一新された新シリーズ。4種類の操作（Wiiリモコン、リモコン&ヌンチャク、クラシックコントローラ、ゲームキューブコントローラ）に対応している。育成モードは従来の「サクセス」がなくなり、新たにすごろく形式の「ヒーロー」が搭載されている。
今作はWii版のみのシングルプラットフォームになった事で、野球画面などのビジュアル面が強化されているほか、4人対戦、ニンテンドーWi-Fiコネクションによる1対1のネット対戦にシリーズで初めて対応している。なお、PS2用ソフト『実況パワフルプロ野球2009』が同時発売されたが、こちらは『実況パワフルプロ野球15』に準じた仕様となっており、『NEXT』とは仕様が大幅に異なる。
そのほかにも様々な仕様変更が行われている。本作はパワプロクンポケットシリーズと同じく、試合中に選手の能力ランクとスタミナ量が表示される。さらに、パワポケシリーズから選手をパスワード入力で登録した場合、GC版の『実況パワフルプロ野球12』以来、同シリーズ専用だった超特殊能力が復活した。

## 操作モード
ゲーム開始時に以下の2種類から操作方法を選択する。
- パワプロ

従来の操作。新たにリモコン横持ちに対応。
- リモパワ

リモコンを振って楽しむ体感モード。「対戦」「ホームラン競争」がプレイ可能。

## ゲームモード
- 対戦

おなじみの対戦モード。今作では4人までの協力プレイが可能となっている。
- ペナント

今作ではシステムが一新され、期間が1年間になった（パワプロ7以来）。ドラフトや契約更改などのシステムも廃止され、代わりにカードシステムが導入された。最初に全試合をプレイする「フルシーズンペナント」と重要な局面のみプレイする「ダイジェストペナント」の2種類からゲームを選択する。自チームに様々な影響を及ぼす「ペナントカード」をセットしてペナントレースを戦い抜く。ペナントカードはスポットライト試合終了後に入手でき、中にはチームに悪影響を及ぼすものも存在する。
- 大会

複数人でトーナメントやリーグ戦をプレイする。今作では最初にドラフト形式でオリジナルチームを結成する「ドリームドラフト」というモードが初登場。
- ヒーロー

新たな育成モード。詳細は後述。
- Wi-Fi

ニンテンドーWi-Fiコネクションに接続し、対戦するモード。（2014年5月20日に終了）
- 野球教室

チュートリアル面がリニューアルされている。
- ホームラン競争
- データあれこれ

今作ではアレンジがこの中の1モードとなっている。Miiを使用してプロフィールを作ることが出来、Miiに設定したゲームオプションは試合中で機能する。応援曲作成機能は搭載されているが、自分で曲を作ることが出来なくなった。

## ヒーロー
「サクセス」に代わり搭載された新モード。様々なイベントが用意されているボードマップを進行アイコンを使って進んでいく。冒頭では本作の実況を担当している河路直樹によるナレーションが挿入される。
進行アイコンには野球の練習などのスケジュールと進めるマスの数が描かれており、マスを進み終わったところでスケジュールを実行、それに応じた経験点が入る。ボードの終点に到達したら固有イベントが発生し、次の章のボードに移る。次の章へのボードは常にルート分岐があり、主に学力とゴール地点の試合（一章のみ、とーちゃんとの勝負の勝敗）結果と成績、能力次第で行けるルートが決まり、学力が著しく高いなら全ルートを自由に選べる。
止まったマスによって様々なイベントが発生する。四章仕立てで最初は小学3年生、ゲームを進めると小学6年生・中学3年生・高校3年生と成長していき、最終的にプロ入りできればクリアとなり選手登録できる。プロ入りの条件は最終章の高校生編でスカウトマスに何回も止まったり、試合に勝利すればドラフトに指名される。指名されなくても救済処置としてとーちゃんが紹介状を渡してきて、特別入団テストを受けることができ、ノルマを達成できれば合格となる(これも失敗した場合は野球人生の終わりとなりゲームオーバーとなる)。ボードマップの途中や終点では野球の試合に参加し、経験点を得ることが出来る。
なお、（「栄冠ナイン」と「ドリームJAPAN」を除く）従来のサクセスからは世界観、登場人物、チームが一新されており、選手育成モードが存在するパワプロ・パワポケシリーズではパワプロ3以外に登場していたメガネ付きの選手（矢部明雄参照）と、同じく育成モードでは全シリーズに登場していたマスコット的な存在の犬を含め、サクセスモードのキャラクターが登場しない。

### 登場人物
主人公（パワプロくん）
小学三年生。様々な経験を経て成長していく。今作のパワプロ君は幼少時代は後ろ向きに帽子をかぶっている。

#### 野球関連の人物
霧野 要
二章から登場、主人公が二章時に加入した少年野球チーム「パワフルキッズ」の同期メンバー。俊足巧打の外野手。
三章でははやぶさ中学、四章では天上高校の選手で登場する。
平 ひろし
二章から登場、「パワフルキッズ」の同期メンバー。走攻守、三拍子揃った二塁手（遊撃手）。
三章ではパワフル中学、四章ではパワフル高校の選手で登場する。
権俵 大
二章から登場、「パワフルキッズ」の同期メンバー。強肩強打の捕手（一塁手）。
三章では登場しないが、四章では怒根性学園の選手で登場する。
黒崎 虎太郎
二章から登場、主人公が野手のときのライバルキャラ。本格派の投手。
DS用ソフト『熱闘!パワフル甲子園』ではパワプロのサクセスキャラと共演し、5章（ノーマル）のボスとしても登場する。
白銀 龍ノ介
二章から登場、主人公が投手のときのライバルキャラ。強打の遊撃手（二塁手・三塁手）。
DS用ソフト『熱闘!パワフル甲子園』ではパワプロのサクセスキャラと共演し、5章（ハッスル）のボスとしても登場する。
御影スカウト
四章にも登場、主人公が志望する球団のスカウトで、主人公をマークしている。デスマス口調が特徴。
とーちゃんとはチームメイト同士の旧知の仲で、とーちゃんに特別入団テストの紹介状を渡す程度には仲が良かった模様。
ドラフト指名でプロ入りできるかは彼の評価と試合に勝利できたかにかかっており、指名されなくても救済処置として特別入団テストを行ってくれる。
継承選手
過去に選手登録をした、または選手パスワードによって得た選手。ザコプロくんの容姿で登場する。「面影が似ている」と、主人公に野球を教えてくれる。
プロ選手
12球団の選手（チームに登録されている選手）がランダムで登場。サクセスが進むごとに大物選手が出やすくなる。たまに実践テストがあり、成功すると能力やそのプロ選手が持っている特殊能力を入手できる。

#### 野球関連以外の人物
とーちゃん
主人公の父親。主人公からは小中学校「とーちゃん」と呼ばれ、高校以降では「親父」と呼ばれている。腹巻きにハチマキと古風な父親。主人公に「ウキウキ野球道具セット」をプレゼントし、野球の道へといざなう。かつてはスカウトにも注目されるほどの野球少年だったが怪我で夢を断念、息子に夢を託す。
幼馴染
主人公の幼馴染の女の子。彼女だけ名前が用意されている物の中からランダムで抽選されるため、プレイする度に名前が変わる。小学生編終了時の主人公の学力によって、中学編以降の彼女の容姿、性格が決まる（高い・中間・低い時の全部で３パターン）。
他の人物と違い、中学生編に固定配置されている再登場マスに止まれないと以後、二度と登場しない。
善川 光
主人公の友人。優等生で几帳面。
空豆 小助
主人公の友人。小学生だが金髪にリーゼントという筋金入りのヤンキー少年。三章では「パワフル中学」、四章では「怒根性学園」に入学する。
はやぶさ中学と怒根性学園以外の高校では滅多に配置されないが、怒根性学園編では彼のマスが多く配置される。
柳 勉
近所に住むお兄さん。主人公に勉強を教えてくれる。また、トリビアじみた知識を披露することも。
神野 みこ
巫女。自称「巫女の中の巫女」。主人公の前に現れ、おみくじを引かせてくれる。二章の小学生編後半から登場。
佐藤 良男
二章の小学生編後半に登場、小学校の先生。主人公の担任で、少年野球チーム「パワフルキッズ」の監督もしている。
ドクター寿
マッドサイエンティスト、サクセスのダイジョーブ博士と同様、改造手術を行っている。巫女のおみくじで「パワ吉」を引いた運勢状態の中学生・高校生編のみ登場する。
ネコ
サクセスの犬に代わりの存在。試合に役立つアイテムをくれる。

## 使用できる球場
- 明治神宮野球場
- 広島市民球場
- 東京ドーム
- 横浜スタジアム
- ナゴヤドーム
- 阪神甲子園球場
- スカイマークスタジアム
- 千葉マリンスタジアム
- 西武ドーム
- 福岡Yahoo!JAPANドーム
- 京セラドーム大阪
- 札幌ドーム
- クリネックススタジアム宮城
- MAZDA Zoom-Zoom スタジアム広島（新広島市民球場） 　「あたらしいひろしまのすたじあむおん」と入力すると出現する

以下はゲームオリジナルの球場
- 地方球場
- 山ノ手球場
- 地方ドーム
- ブルースタジアム
- 学校グラウンド
- 臨海野球場
- 緑の丘球場

### 新広島市民球場
2009年から広島東洋カープの本拠地はMAZDA Zoom-Zoom スタジアム広島となったが、当作では広島市民球場が広島東洋カープの本拠地となっている。同球場の公式戦初開催日（2009年4月10日）から、公式サイトで新球場解禁パスワードが公開された。パスワードを入力すると、MAZDA Zoom-Zoom スタジアム広島が使用可能になり、カープの本拠地に設定される（広島市民球場も引き続き使用可能）。
また、当作品のMAZDA Zoom-Zoom スタジアム広島には看板広告が掲示されていない。